# Diego Sinagra
Diego Armando Maradona Sinagra (Nápoles, 20 de septiembre de 1986), también conocido como Diego Maradona Jr., es un exfutbolista y entrenador de fútbol italoargentino, hijo del reconocido Diego Armando Maradona. Se desempeñaba como mediocampista o delantero.
También fue parte de la selección italiana de fútbol playa que participó del Mundial 2008 en Marsella, Francia, en la que fue subcampeón. Ganó la liga italiana de fútbol playa con el Napoli Beach Soccer y la Supercopa italiana con el Catania Beach Soccer.

## Biografía
Sinagra, apodado Diego Jr. o Dieguito, fue el resultado de un romance fuera del matrimonio entre el exfutbolista Diego Armando Maradona y una joven local llamada Cristiana Sinagra. Fue criado por su madre.
Sinagra tenía una pasión por el fútbol y comenzó a jugar a una edad temprana mostrando promesas al emular las habilidades de su padre. A los 11 años formó parte de la cantera del Napoli. Representó a Italia en el nivel sub-17. En 2004, el joven Sinagra se unió al equipo juvenil de Génova durante una temporada.
Un tribunal italiano reconoció la paternidad de Maradona en 1993, pero Sinagra conoció a su padre por primera vez en 2003, durante un torneo de golf en Fiuggi. No fue hasta 2007 que Maradona reconoció a Sinagra como su hijo según la prensa italiana.
Había rumores de que el Papa Francisco, en ese momento arzobispo de Buenos Aires, pidió a Maradona que reconociera a Sinagra como su hijo. Los abogados de Maradona han negado esta acusación.
El 10 de junio de 2015, Sinagra se casó con Nunzia Pennino en una iglesia católica en Nápoles y recibió la bendición del Papa Francisco.
El 25 de agosto de 2016, Maradona reconoció públicamente a Sinagra como su hijo en Argentina y declaró ante los medios de comunicación en Buenos Aires "Lo amo mucho y es muy parecido a mí".

### Jugando en Eccellenza y en Serie D
El comienzo de Sinagra en el primer equipo de fútbol se produjo en las ligas amateur durante 2005 cuando se unió a Cervia, un equipo de la división Eccellenza de Emilia-Romagna, que fue objeto de un reality show de fútbol nacional, llamado Campioni - Il sogno (Champions - The Dream).
Se incorporó al Internapoli, procedente de Eccellenza Campania, en enero de 2006; después de haber estado sin equipo durante la primera mitad de la temporada 2005-06, sólo jugó dos partidos para el club ya que sufrió una lesión que lo mantuvo fuera de juego. En 2007 se incorporó a Quarto, otro club del Campanian Eccellenza; Quarto ganó en los playoffs de Eccellenza esa temporada y fue ascendido a la Serie D. Luego acordó quedarse en Quarto durante la temporada 2007-08 de la Serie D, pero abandonó el club por mutuo consentimiento el 16 de noviembre de 2007 tras un cambio de entrenador que le generó preocupaciones sobre su papel en el equipo. Luego fichó por el Venafro, un equipo de la Serie D, unas semanas más tarde. El 21 de enero de 2008, Sinagra marcó el primer gol con Venafro desde 30 metros. Al final de la temporada dejó Venafro y fue comprado por un equipo de fútbol playa, A.S.D. Mare di Roma.
El 2 de diciembre de 2008, fichó por el FC América - (Eccellenza Campania). En agosto de 2009 fichó por la Juve Stabia, pero el 11 de septiembre de 2009 dejó el equipo. Luego jugó para el US Arzanese.

### Fútbol playa europeo
El 29 de abril de 2008 se unió a la selección de fútbol playa de Italia para la clasificación para la Copa Mundial de Beach Soccer de la FIFA que se celebró del 11 al 18 de mayo en España. El 12 de mayo debutó en la selección nacional en el partido contra Grecia. Sinagra jugó cuatro partidos en la clasificación para la Copa Mundial de Beach Soccer y finalmente colocó a Italia en el cuarto lugar, clasificándose para la Copa del Mundo. En junio de 2008, dejó Venafro y fue comprado por un equipo de fútbol playa, ASD Mare di Roma. Debutó en la Serie A de Beach Soccer el 27 de junio de 2008 en el partido contra el Alma Juventus Fano, marcando un gol. Marcó seis goles en tres partidos con el Mare di Roma, lo que convenció al técnico italiano Giancarlo Magrini para que lo incluyera en la plantilla de la Copa Mundial de Beach Soccer de la FIFA 2008.
Italia finalmente ocupó el segundo lugar en la Copa del Mundo, perdiendo 5-3 en la final contra Brasil. Sinagra marcó dos goles para Italia en la competición, incluido uno en la final. En el campeonato marcó una decena de goles, lo que permitió a su equipo, Mare di Roma, avanzar a la fase final de la competición por el título italiano. Sin embargo, Mare di Roma fue eliminada en cuartos de final.
En 2009, Sinagra fue comprado por Napoli Beach Soccer. Marcó ocho goles, lo que permitió a su equipo ganar el campeonato italiano de fútbol playa por primera vez en su historia.

## Carrera de entrenador
Tras entrenar en dos ocasiones a las divisiones juveniles del San Giorgio, desde el 4 de julio de 2021 asumió su primer trabajo como entrenador del Napoli United, club en el que había militado como jugador (como Afro Napoli United). Dimitió el 14 de marzo de 2023, en señal de protesta debido a los salarios no abonados a los jugadores. Desde el junio del mismo año estuvo como entrenador del Pompei, club que milita en la Eccellenza Campania. También fue entrenador del equipo de A.S.D. Montecalcio.
En octubre de 2024 pasa a ser entrenador de la U. D. Ibarra de la Tercera Federación en España.

## Clubes
| Club                   | País   | Año       |
| ---------------------- | ------ | --------- |
| AS Cervia              | Italia | 2004-2005 |
| Internapoli FC         | Italia | 2005-2006 |
| ASD Quarto             | Italia | 2006-2007 |
| Venafro Calcio         | Italia | 2007-2008 |
| US Boys Caivanese      | Italia | 2008      |
| ASD Quarto             | Italia | 2008-2009 |
| Forio Calcio           | Italia | 2010-2011 |
| US Arzanese            | Italia | 2011      |
| San Sebastiano FC      | Italia | 2011-2012 |
| ASD San Giorgio        | Italia | 2012-2015 |
| ASD Oplonti Pro Savoia | Italia | 2015      |
| ASD Quartograd         | Italia | 2015-2017 |
| Afro-Napoli United     | Italia | 2017-2018 |
| ASD Villa Literno      | Italia | 2018-2020 |

## Clubes de fútbol playa
| Club                 | País   | Año       |
| -------------------- | ------ | --------- |
| Mare di Roma         | Italia | 2008      |
| Napoli Beach Soccer  | Italia | 2009-2010 |
| Colosseum            | Italia | 2011      |
| Catania Beach Soccer | Italia | 2015-2017 |
| Lazio Beach Soccer   | Italia | 2017-2018 |
| Napoli Beach Soccer  | Italia | 2018-2019 |

## Palmarés

### Fútbol
| Título                        | Club               | País   | Año       |
| ----------------------------- | ------------------ | ------ | --------- |
| Promozione Campania (grupo B) | Afro-Napoli United | Italia | 2017-2018 |

### Fútbol playa
| Título              | Club                 | País   | Año  |
| ------------------- | -------------------- | ------ | ---- |
| Serie A             | Napoli Beach Soccer  | Italia | 2009 |
| Supercoppa italiana | Catania Beach Soccer | Italia | 2016 |